# Потапово (станция метро)

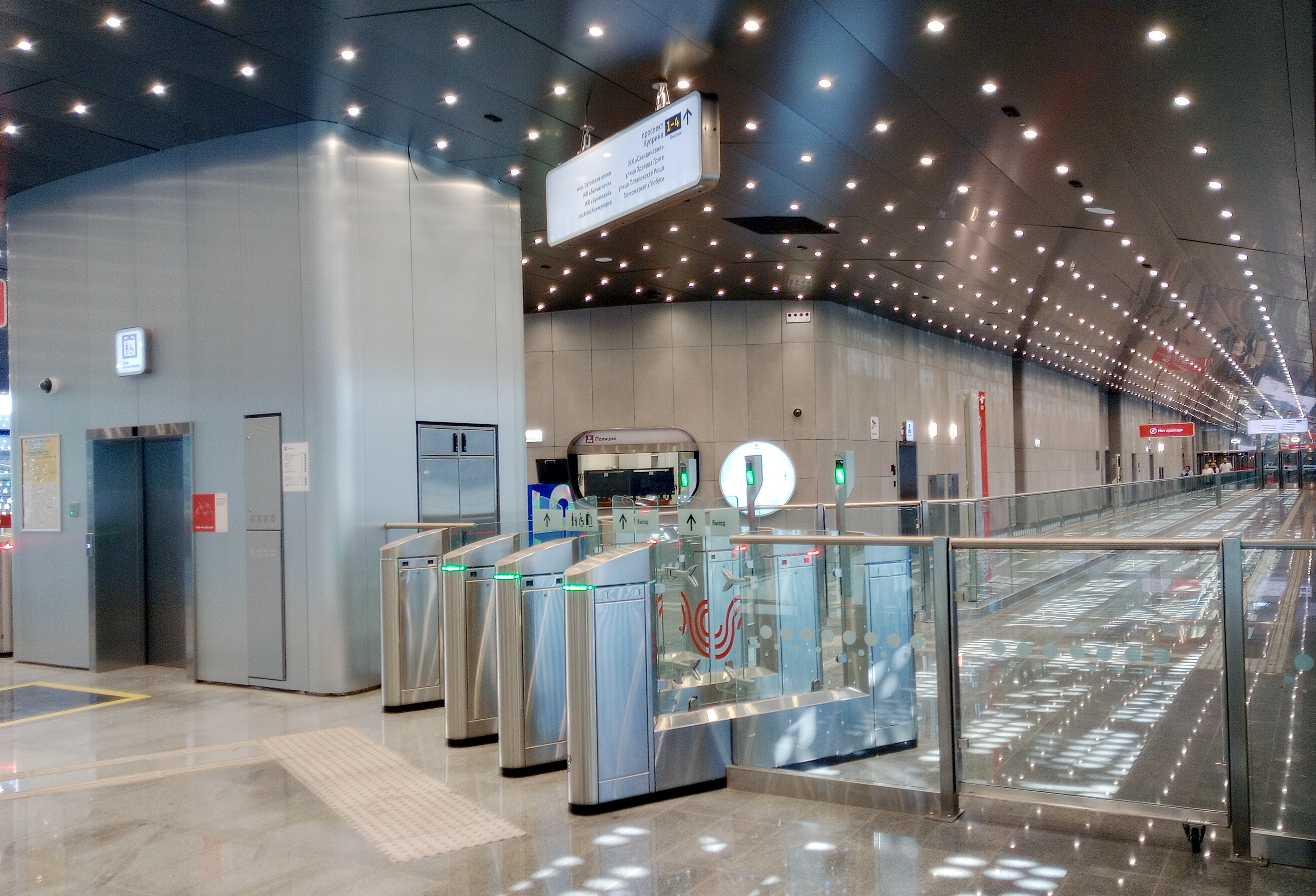
Кассовый зал

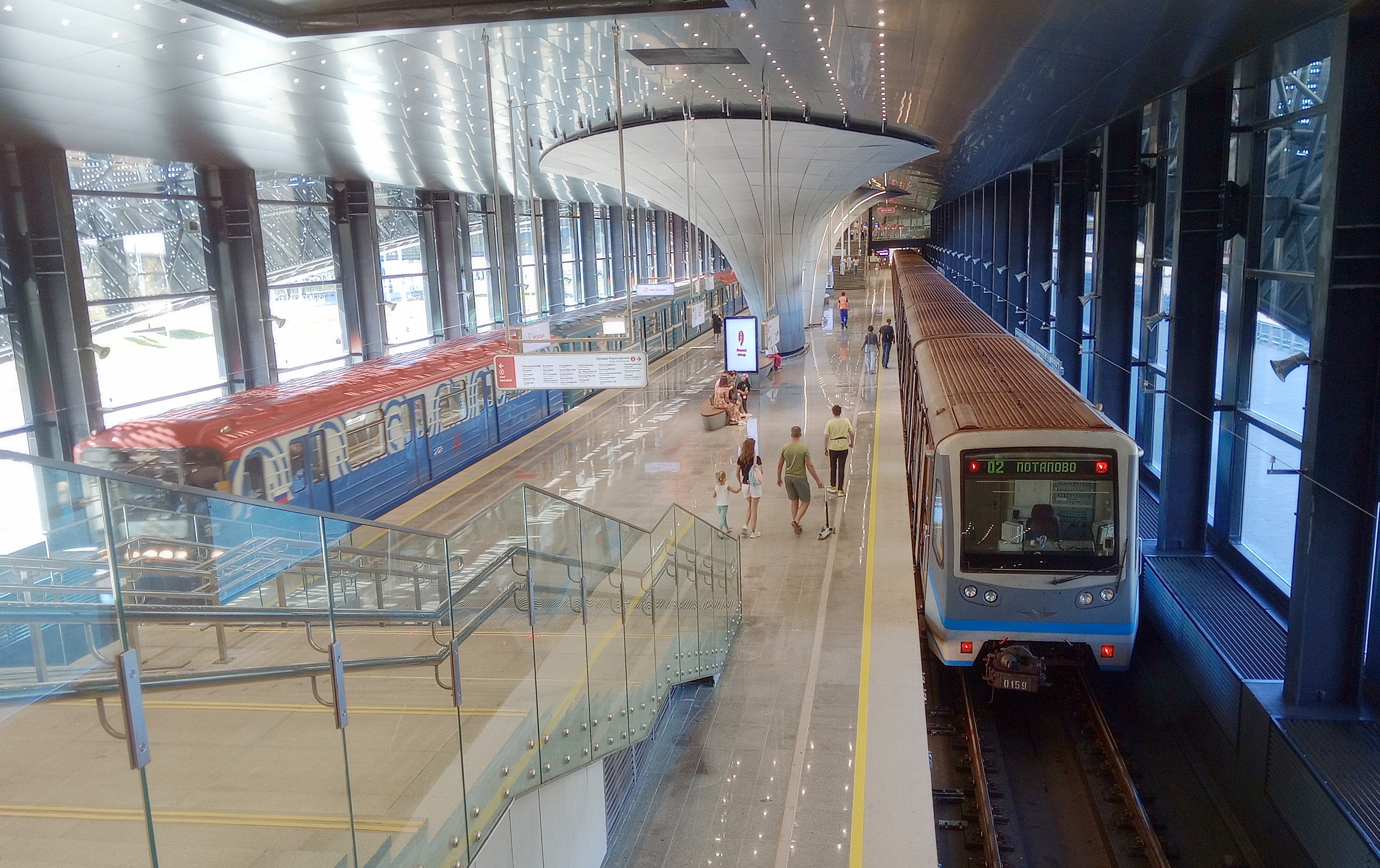
Состав из вагонов 81-717/714 (слева) и электропоезд «Русич»

«Пота́пово» — станция Московского метрополитена, южная конечная Сокольнической линии. Расположена в районе Коммунарка (НАО). Названа по одноимённой бывшей деревне. Открыта 5 сентября 2024 года в составе участка «Новомосковская» — «Потапово». Первая в московском метро отапливаемая наземная крытая станция.

## История
Станция возводилась совместно с электродепо «Столбово», которое заменит непостроенное «Саларьево». Впервые новая станция появилась на предпроектных схемах в марте 2018 года.
16 мая 2018 года Москомархитектура опубликовала распоряжение об изменении проекта планировки Сокольнической линии от станции «Саларьево» до станции «Коммунарка».
6 июня 2018 года была опубликована обновлённая схема развития метрополитена в Москве, в которой сроком ввода новой станции указан 2020 год.
14 июня 2018 года Владимир Жидкин сообщил о планируемом строительстве станции «Потапово» около нового депо «Столбово».
В ноябре 2018 года пресс-служба столичного Департамента строительства сообщила, что строительство участка Сокольнической линии метро от станции «Коммунарка» до «Потапово» могут начать после 2019 года.
14 января 2019 года Марат Хуснуллин сообщил, что станция появится не раньше 2022 года.
11 мая 2022 года на сайте «Активный гражданин» было завершено голосование по выбору названия для станции. Планируемой датой открытия станции в голосовании был указан 2023 год. Наибольшее количество голосов получило название «Потапово». 10 августа 2022 года мэр Москвы Сергей Собянин утвердил название станции «Потапово».

## Проектирование

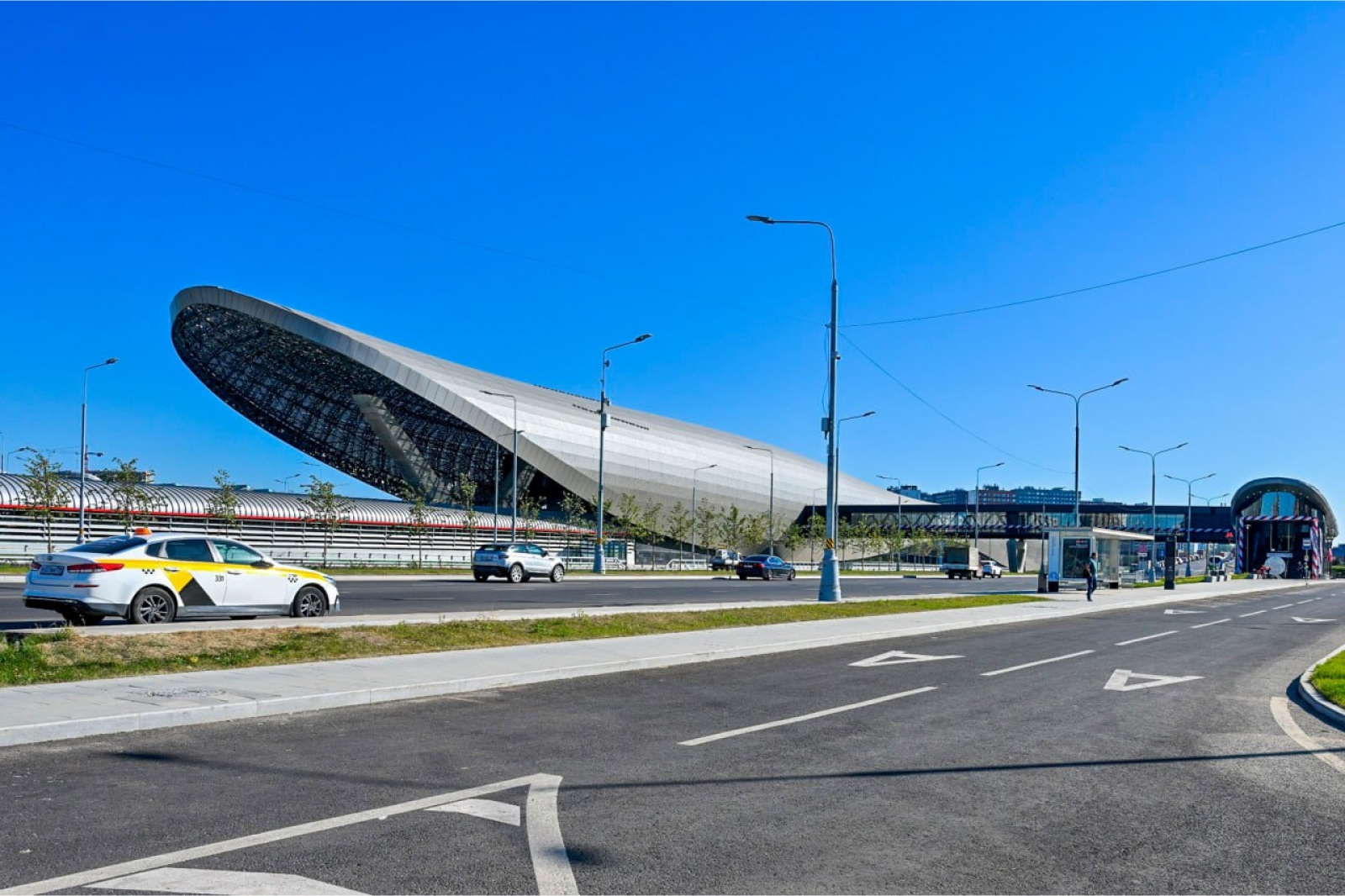
Станция Потапово снаружи

6 июля 2018 года заместитель руководителя департамента строительства Москвы Пётр Аксёнов заявил, что градостроительная документация, необходимая для строительства станции, уже утверждена. Однако уже 14 июля того же года заместитель мэра Москвы по вопросам градостроительной политики и строительства Марат Хуснуллин опроверг данную информацию, пояснив, что соответствующая документация будет подготовлена в течение ближайшего года.
В феврале 2019 года сообщалось о возможности продления Сокольнической линии до соединения её с Бутовской, в проекте была предусмотрена такая возможность.
Проект планировки участка от станции «Столбово» («Коммунарка») до станции «Новомосковская» («Потапово») был одобрен Градостроительно-земельной комиссией Москвы 7 марта 2019 года и утверждён Правительством Москвы 16 декабря того же года.
Городские власти прорабатывают возможность создания на базе станции транспортно-пересадочного узла.

## Пуск
9 августа 2024 года мэр Москвы Сергей Собянин провёл технический пуск станции.
Станция открылась 5 сентября 2024 года. Ожидается, что ей будут пользоваться по 20 тысяч пассажиров в сутки. За первый месяц работы станцией воспользовалось более 400 тысяч пассажиров.

## Расположение
Станция располагается на территории района Коммунарка Новой Москвы, неподалёку от района Южное Бутово, восточнее пересечения строящейся автодороги Солнцево — Бутово — Варшавское шоссе и улицы Александры Монаховой. Длина перегона от соседней станции «Новомосковская» составляет 2,4 км.

## Перспективы
Планировалось дальнейшее продление Сокольнической линии для организации пересадки на Бутовскую через станцию «Бунинская аллея», однако впоследствии от этого отказались. 
Рассматривается возможность продления линии в Щербинку со строительством крупного пересадочного узла между станцией МЦД-2 и тремя станциями метро.

## Путевое развитие
За станцией расположен оборотный тупик, используемый для оборота составов и ночного отстоя.